# Ludwigia palustris
Ludwigia palustris é uma espécie de planta com flor pertencente à família Onagraceae. 
A autoridade científica da espécie é (L.) Elliott, tendo sido publicada em A Sketch of the Botany of South-Carolina and Georgia 1(3): 211. 1817.

## Portugal
Trata-se de uma espécie presente no território português, nomeadamente em Portugal Continental.
Em termos de naturalidade é nativa da região atrás indicada.

## Protecção
Não se encontra protegida por legislação portuguesa ou da Comunidade Europeia.